# عیسی خیل
عیسی خیل (به انگلیسی: Isakhel) یک منطقهٔ مسکونی در پاکستان است که در ناحیه میانوالی واقع شده‌است. عیسی خیل ۱۹۸ متر بالاتر از سطح دریا واقع شده‌است.